# Chiesa della Santissima Trinità (Borgosatollo)
La chiesa della Santissima Trinità è una chiesa cattolica di Borgosatollo, in provincia e diocesi di Brescia, risalente al XIV secolo. Sorge lungo la strada che collega Borgosatollo a Ghedi, lungo l'importante itinerario che in passato congiungeva Canneto, Asola, Ghedi e Brescia.

## Storia

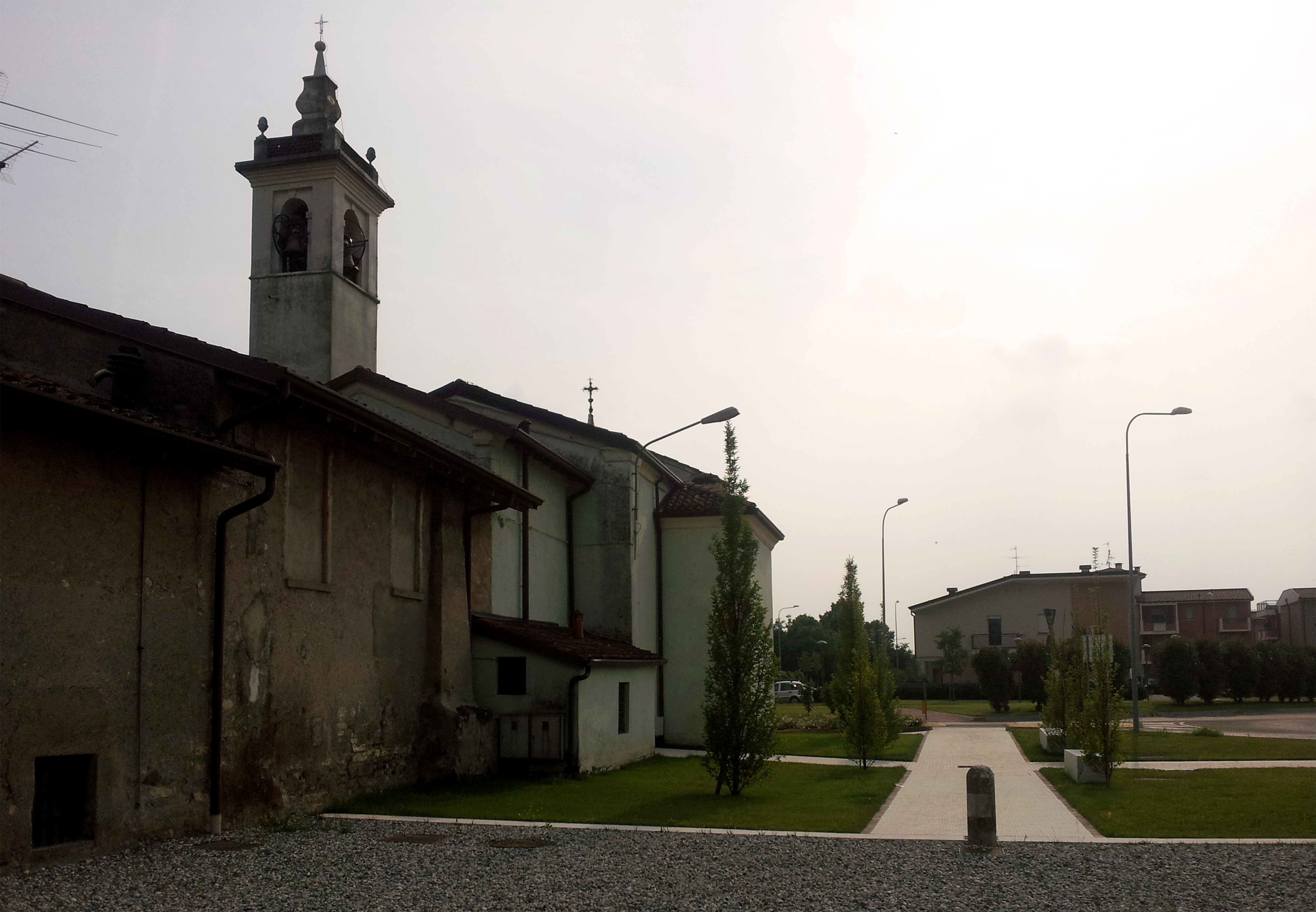
Vista da est della chiesa

L'edificio edificato intorno al Quattrocento come ospizio per i viandanti, ospitava per la maggior parte del tempo un eremita frate, nominato dal parroco e dai reggenti locali e posto come custode. Alla sua nomina egli riceveva con atto notarile la chiavi della chiesa e della casa attigua, designata come sua abitazione.
L'edificio appare con una facciata molto semplice in stile neoclassico e tetto a capanna è caratterizzata da due lesene angolari e timpano con cornicione aggettante; come aperture oltre al portone centrale vi sono due finestre rettangolari poste ai lati in posizione simmetrica, mentre nella parte superiore è situata una finestra rettangolare posta in asse con il portale sottostante.
L'interno si presenta un edificio a navata unica con due vani adibiti a cappelle laterali, lo spazio è caratterizzato da una decorazione uniforme su tutte le superfici ed è presente un cornicione su cui è impostata la volta a tutto sesto.
La chiesa presenta un presbiterio quadrangolare di dimensioni più piccole, dall'aula è separato mediante una balaustra di ferro, all'interno dell'abside si possono notare alcuni affreschi del primo cinquecento.
A fianco dell'edificio principale sorgono inoltre la sagrestia ed il porticato.
Durante la tragica ondata di peste del 1630 la chiesa non fu impiegata come Lazzaretto come la tradizione popolare vuole, questa fu probabilmente il lazzaretto di una epidemia di peste precedente al Seicento. Il lazzaretto della peste del 1630 era posto a sud dell'attuale Via Marconi; solo successivamente, come ringraziamento per la fine di quest'ultima peste, alcune famiglie possidenti del territorio, che ne avevano fatto voto, nel 1631 ampliarono a proprie spese la piccola chiesetta come si presenta ora.
Dal 1800 ogni prima domenica di luglio vi si celebrava una festa con annessa fiera.
Nell'Ottocento in seguito alla realizzazione del cimitero la chiesa della Santissima Trinità si ritrovò posizionata al centro della direttrice che conduce dal centro del paese al camposanto.
La chiesa è stata inoltre danneggiata dal sisma del 24 novembre 2004 che ha colpito Salò e gran parte del bresciano e da esso resa inagibile.
In seguito ai lavori di restauro è tornata nuovamente aperta al pubblico nel 2007.